# Захарий Круша
Захарий Христов Икономович Круша, още Крушев или Крушевич, e виден български възрожденец, участник в борбата за българска църковна независимост, просветител, фолклорист, книжовник, учител и преводач.

## Биография
Захарий Икономович е роден на 11 февруари 1808 година в град Самоков. Син е на самоковския свещеник Христо Круша и софиянката Мария Манчева. Учи в Самоков и при Неофит Рилски в Габрово до 1829 година.

### Учител
Работи като учител в Самоков (1829-1832, 1854-1855 и 1860-1861). Преподава в Копривщица (1833-1835 и 1857-1858), Враца (1846-1849), Одрин (1855-1857), Панагюрище (1858-1859), Радомир (1868-1870) и София(1839-1845, 1850-1853, 1862-1864, 1866-1867 и 1871-1877). На 2 май 1839 година започва въвеждането в софийското училище при църквата „Света Неделя“ Бел-Ланкастерската метода, известна в България като взаимно-учителна. Усвоена е от него в Габрово при Неофит Рилски.
В 1845 година е изгонен от Софийското училище и преподаването в него започва да става само на гръцки език.

### Просветител
Поддържа активна кореспонденция с учителя си Неофит Рилски. Събира много богата лична библиотека, издирва фолклорни и етнографски материали. Някои негови песни са включени в антологията на Огюст Дозон „Chansons populaires bulgares inédites" (Париж, 1875). Други 17 песни, 288 пословици и поговорки и изследването му „Обичаи, които се держат от софийските жители и някои достопримечателни назначения" са част от ръкописния сборник на Найден Геров за българския фолклор. Ръкопис на гръцко-българска граматика, съставена от него, се съхранява в Народната библиотека „Св. св. Кирил и Методий“. Той превежда от гръцки „Календар, сочинен от знаменитаго астронома Казамия за лято 1854" издаден от Никола Карастоянов. Автор е на революционната песен „България се оплакува на Росия и Сербия за освобождение“, която е конфискувана през 1861 година от турската власт.

## Семейство
Захарий Круша има многолюдно семейство. Първият му брак е за Аника, която умира пет години след бракосъчетанието им. Вторият му брак е с Мария Хаджиниколова Бакалбашийска (Мица Захариевица) от Враца, която го дарява с шест деца. Две от тях получават високо образование и продължават просветното му дело. 
Дъщеря му, Олга Захариева Круша е родена в София. Учи в Алексеевския девически манастир (1872–1874) и Ермоло-Мариинския институт (до 1879), които завършва със стипендия от руското правителство. След завръщането си през 1879 г. става учителка в Държавната девическа гимназия в София.
Синът му Христофор Захариев Круша е роден в София. Учи в класното училище в София при възрожденския учител Сава Филаретов , гимназия (1866–1868), а след това завършва Богословското училище в Белград (1871). Учителства в Свищов (1871–1872), Видин (1872–1873), София (1873–1874, 1876 – 9 окт. 1877). След Освобождението на България е учител в Богословското училище в Самоков. Умира на 3 април 1880 г.

## Памет
На Захарий Круша са наименувани улица в квартал „Крива река“ (Карта) и 139-о ОУ „Захари Круша“ в квартал Лозенец в София.
Личният архивен фонд № 119К „Круша, Захари Икономович (1808–1881)“ се съхранява в Централен държавен архив. Съставен е от 81 архивни единици.

## Галерия
- Стихове на Захарий Круша, написани на гръцки език
- Свидетелство на сина на Захарий Круша, Христофор, подписано от Сава Филаретов